# Grupo Tortura Nunca Mais
El Movimiento Tortura Nunca Más es un grupo brasileño de apoyo a los derechos humanos que surgió como instrumento de lucha de los familiares de los muertos, desaparecidos y torturados políticos durante el periodo del régimen milite implantado en Brasil en 1964. Su principal objetivo es la defensa de los derechos humanos, civiles, económicos, sociales, culturales y ambientales, con énfasis en la lucha contra todas las formas de agresión y tortura practicadas en relación con la persona humana por el poder público y por sus agentes oficiales o paralelos en cualquier esfera o ejemplar. Las actividades del grupo comenzaron en 1976 aún como una organización clandestina, con el objetivo de esclarecer las muertes y desapariciones de los militantes engajados en la resistencia, garantizando que el Estado asumiera la responsabilidad por los crímenes cometidos. En 1987, el Grupo Tortura Nunca Más fue registrado como entidad de la sociedad civil y reconocido como organización de utilidad pública en el ámbito municipal, provincial y federal, sin fines lucrativos, viviendo exclusivamente de donaciones y de las contribuciones de sus afiliados.  Además de las denuncias de violaciones a los derechos humanos, el Grupo Tortura Nunca Más promueve el combate a la criminalização de los movimientos sociales y apoya acciones como la Comisión Nacional de la Verdad y la desmilitarização de la policía. El mote de la ONG actualmente es "Toda sociedad que planta exclusión social y tortura, cosecha violencia". 

## Objetivos
1. Luchar contra la violencia, la tortura y la impunidad.
2. Luchar contra la criminalização de los movimientos sociales y de la pobreza.
3. Luchar por la implantación de la justicia de transición en sus cuatro ejes: 
  1. Por la apertura de todos los archivos de la dictadura;
  2. Por la identificación y punición de todos los torturadores y sus mandantes;
  3. Por el derecho a la reparación y por la instalación de la Comisión de la Memoria y Verdad;
  4. Por la desmilitarización de las policías y órganos de la seguridad, preservándose la integridad física y moral de la población.

## Histórico
Idealizado e instituido inicialmente por Cecília Coimbra, El Grupo Tortura Nunca Más hoy consiste en diversos grupos regionales, desarrollados por medio de asociaciones conectadas entre sí con el objetivo organizar la sociedad con vista a la orden del Estado, creando de esa forma una "verdadera oposición, también llamada de izquierda políticas nacionales". Como Organización No Gubernamental (ONG), los grupos incluidos en esa categoría de organización declaran en sus estatutos tener el objetivo de luchar contra violaciones de los derechos humanos, colaborando con aquellos que luchan por las causas humanitarias. Al intercambiar informaciones sobre el tema, los grupos dedicados a la promoción de los derechos humanos prestan asistencia a las personas alcanzadas por sus violaciones y traen a tona la historia de Brasil durante el periodo de dictadura. Con eso, luchan para esclarecer cualquiera ato de represión política, del pasado o del presente, sean cuáles sean las acciones criminales independiente se practicadas por la derecha o izquierda ideológica, así como la cualquier tipo de tortura o terrorismo, como hoy se verifican en los presidios y en el sistema carcerário brasileño. Grupos como el Movimiento Tortura Nunca Más vigilan las acciones violadoras de los derechos humanos muchas veces pactadas por el gobierno en vigencia, que en diversos casos alega falta de recursos para resolver problemas en lo que concierne a los derechos humanos. 
Entre las acciones que el Movimiento Tortura Nunca Más promueve actualmente están la lucha por la apertura de los archivos militares, la participación activa en forums y discusiones relacionados con las reparações debidas a los perseguidos políticos, la denuncia de la presencia de torturadores militares en cargos públicos, participación en la elaboración del informe "São Paulo: Política de Seguridad Pública o Política de Extermínio?", elaboración del libro "Crímenes de Mayo" sobre la ejecución de 493 personas en 8 de mayo de 2003 en la guerra entre la policía de São Paulo y el PCC, participación en el proyecto Memorias Reveladas del Archivo Nacional, charlas en universidades, escuelas y entidades sindicales y la atención a investigadores y estudiantes sobre las violaciones de los derechos humanos.

### Medalla Chico Mendes de Resistencia
En 1988, el grupo creó la Medalla Chico Mendes de Resistencia para homenajear personas y grupos que luchan por los Derechos Humanos y por una sociedad más justa. El homenaje ocurre anualmente y cuenta con el apoyo de la Asociación Brasileña de Prensa (ABI), la Comisión de Derechos Humanos de la Orden de Abogados de Brasil, el MST, el Centro por la Justicia y Derecho Internacional (CEJIL) y el Comité Chico Mendes, entre otras entidades.